# Antonio de Torres

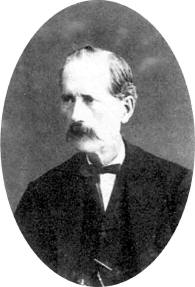
Antonio de Torres Jurado.

Antonio de Torres Jurado (La Cañada de San Urbano, 13 juni 1817 - Almería, 19 november 1892) was een Spaanse gitaarbouwer. Hij staat bekend als de vader van de moderne klassieke gitaar, en wordt door gitaristen ook wel Torres genoemd. Een instrument van De Torres wordt beschouwd als de Stradivarius onder de gitaren.
De Torres werd geboren als zoon van een belastingambtenaar. Op zijn twaalfde werd hij een timmermansleerling, en kort daarna verhuisde het gezin naar Vera waar De Torres verder werd opgeleid. Toen hij zijn opleiding bijna had voltooid, brak in 1833 in Spanje de Derde Carlistische Oorlog uit, omdat Isabelle II door haar oom niet als koningin werd erkend. De Torres werd opgeroepen voor militaire dienst. Zijn vader wist tweemaal te voorkomen dat De Torres in werkelijke dienst moest. Om verdere problemen te voorkomen trouwde hij in februari 1835. Hij verhuisde naar Granada, waar hij waarschijnlijk door Jose Pernas werd opgeleid tot gitaarbouwer. Nadat zijn vrouw en twee dochters als gevolg van ziekte waren overleden, verhuisde De Torres in 1845 naar Sevilla, waar hij de beroemde gitarist Julián Arcas ontmoette, die hem vertelde over de tekortkomingen van de toenmalige gitaren. Rond 1854 raakte De Torres bekend als gitaarbouwer. In 1858 won hij een bronzen medaille voor een van zijn gitaren.
In 1868 trouwde De Torres voor de tweede maal, en in 1870 keerde hij terug naar Almería. Hij stopte met gitaarbouw, en werd handelaar in porselein en glaswerk, waarschijnlijk omdat de gitaarbouw te weinig geld opbracht om zijn tweede vrouw en kinderen te onderhouden. Vanaf 1875 was hij parttime gitaarbouwer, naast zijn werk als porseleinhandelaar.

De Torres overleed op 75-jarige leeftijd te Almería.
De Torres heeft circa 320 gitaren gebouwd, waarvan er nog 66 over zijn. Vergeleken met de instrumenten van zijn tijdgenoten heeft een gitaar van De Torres een grotere klankkast en een langere hals. Ook plaatste De Torres de zangbalken in een waaiervormig patroon. De bouwwijze van De Torres zorgde voor een groter klankbereik, vooral in het laag. Zijn innovatieve ideeën voor een completere gitaar zijn door velen overgenomen. Sindsdien is er aan de klassieke gitaar niet zoveel meer veranderd. De Torres' gitaren ogen dan ook verrassend modern.

## Naleven
De stad Almería, waar Torres werd geboren en overleed, eerde hem met het Museo de la Guitarra Española Antonio de Torres.

Stefano Grondona heeft cd's opgenomen waarop hij diverse originele Torres gitaren bespeelt.